# Edivaldo Hermoza
Edivaldo Hermoza (Cuiabá, Brasil, 17 de novembre de 1985) és un futbolista bolivià que disputà 11 partits amb la selecció de Bolívia.